# Abel Hureau de Villeneuve
Pour les articles homonymes, voir Hureau et Villeneuve.
Abel Hureau de Villeneuve, né à Paris le 19 août 1833 où il est mort le 2 juin 1898, est un inventeur, médecin et aéronaute français. Il fut aussi un des grands promoteurs du végétarisme. 

## Biographie
Fils du docteur Abel Hureau, chirurgien militaire, auteur de nombreux ouvrages de médecine, en particulier sur les accouchements, il est rédacteur à la Revue de l'Orient de 1859 à 1861.
En 1880, il fonde la Société végétarienne de France à Paris et publie La Réforme alimentaire,,
Un des pionniers de l’aérostation, président de la Société française de navigation aérienne, il reprend en 1886 la publication de L'Aéronaute qui perdurera durant quarante années. Il fait aussi des expériences comme celle des oiseaux mécaniques qu'il crée en 1872.
Jules Verne le mentionne pour ses expériences aériennes dans le chapitre III de son roman Robur-le-Conquérant. 

## Publications
- 1880 : La Réforme alimentaire